# Cúpula (ISS)

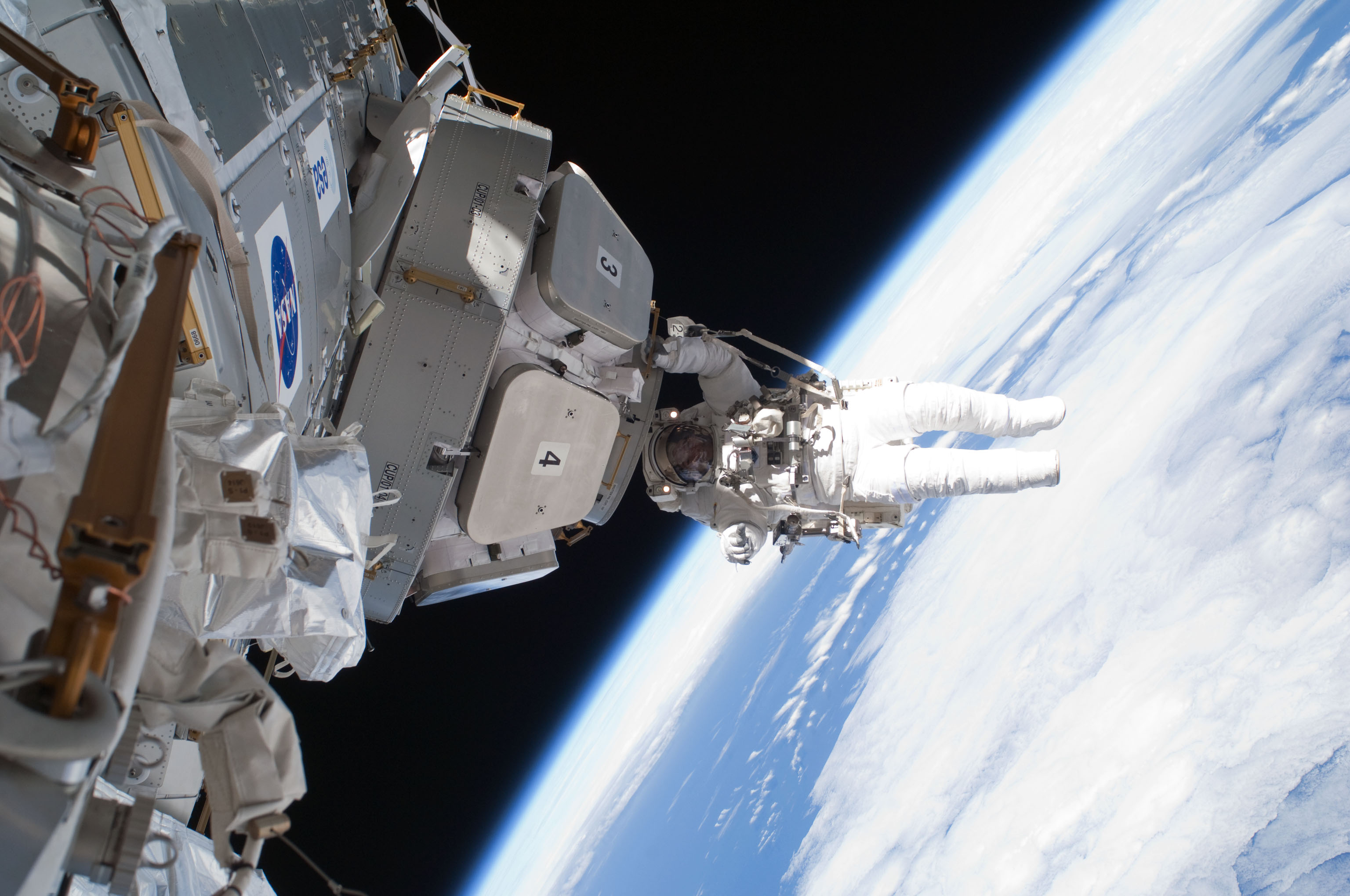
El astronauta Nicholas Patrick agarrado al exterior de la Cúpula

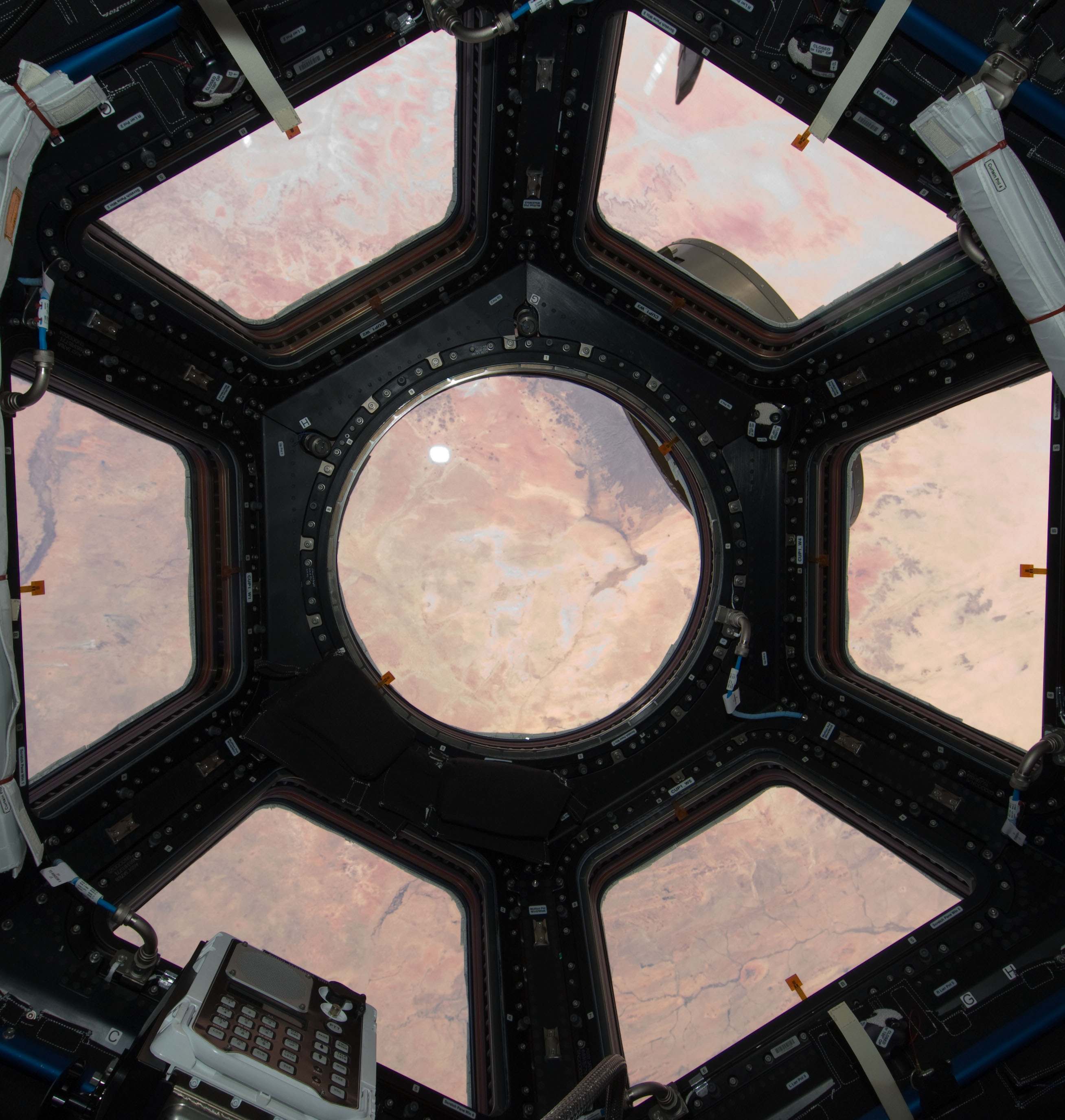
El desierto del Sahara visto a través de la Cúpula con sus contraventanas abiertas

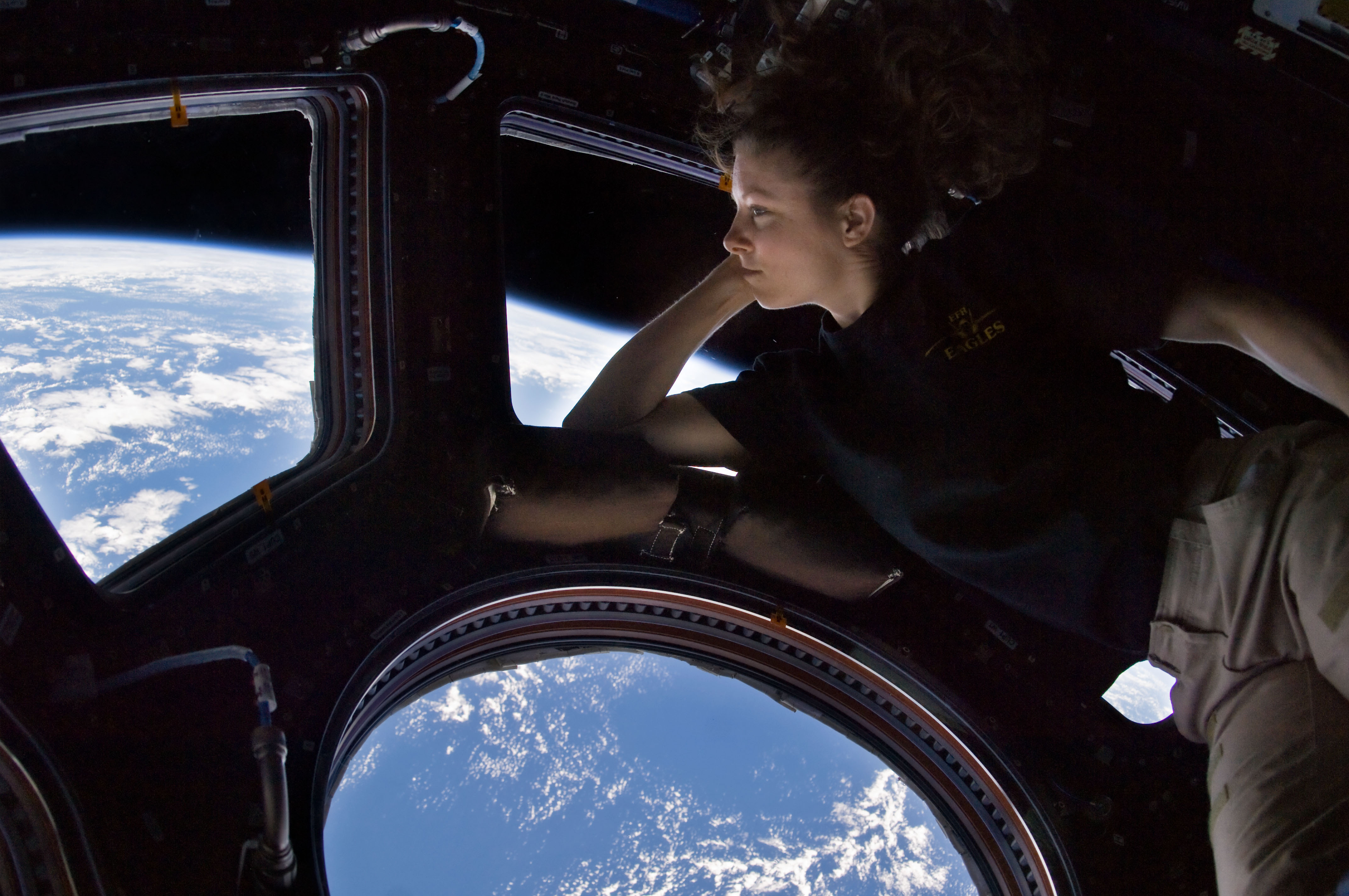
Autorretrato de la astronauta Tracy Caldwell Dyson en el módulo Cúpula de la Estación Espacial Internacional observando la Tierra durante la Expedición 24.

El módulo presurizado denominado cúpula (se denomina cupola en inglés, que significa linterna -en arquitectura, remate de la cúpula-, aunque el fabricante italiano lo llamó cupola en italiano) es un observatorio y puesto de control de la Estación Espacial Internacional (EEI), que con sus siete ventanas proporciona una visión panorámica que permite observar y dirigir operaciones en el exterior de la estación. El transbordador espacial Endeavour fue el encargado de transportarlo hasta la estación espacial en la misión  STS-130, lanzada el 8 de febrero de 2010, y el módulo fue acoplado al módulo Tranquility (Nodo 3).
El módulo Cupola contiene terminales de trabajo y otro hardware de control del brazo robótico de la estación que se utiliza para montar elementos de la estación y para comunicarse con otros miembros en otras partes de la estación o en el exterior durante los paseos espaciales. La cúpula también se utiliza como observatorio de la Tierra, por sus ventanales.

## Historia
La cúpula es el resultado de un acuerdo de intercambio bilateral entre la Agencia Espacial Europea (ESA) y la NASA, mediante el cual la ESA aporta la cúpula a la EEI a cambio de la utilización del Transbordador Espacial para el envío de astronautas y equipo de experimentación europeos a la estación. 
La cúpula, que posee una masa de 1,8 toneladas, fue transportada al Centro Espacial Kennedy en Cabo Cañaveral, Florida. Una vez allí se realizó un último test de comprobaciones antes de ser almacenada durante cuatro años (hasta 2009), para ser finalmente llevada al espacio en la misión STS-130 el día 8 de febrero de 2010 y acoplada a la Estación Espacial Internacional, siendo uno de los últimos componentes añadidos a la base espacial.

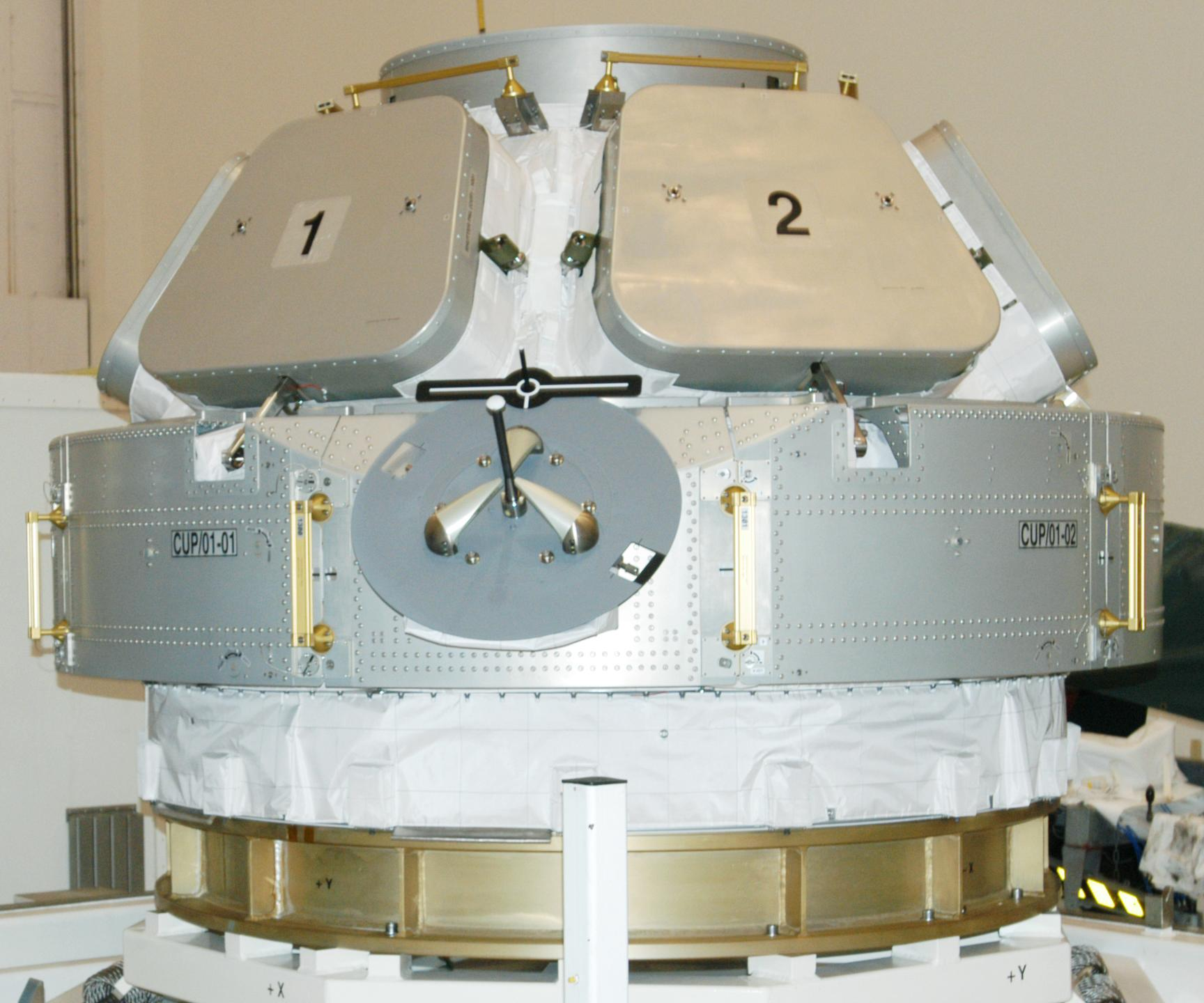
La Cúpula en las Instalaciones de procesamiento de la estación espacial, antes de su transporte a la EEI.

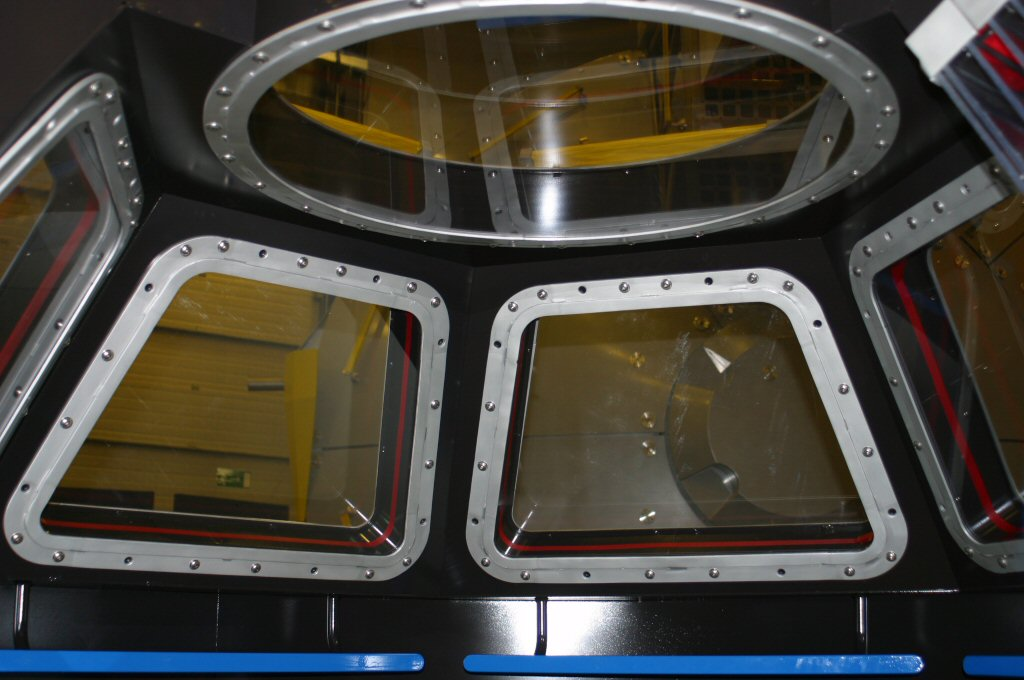
Vista desde el interior de la Cúpula, con los protectores puestos.

## Enlaces
- Página de la ESA sobre la Cúpula (en inglés)

- Datos: Q600292
- Multimedia: Cupola (ISS module) / Q600292